# 约翰·厄斯泰兹
约翰·厄斯泰兹（丹麥語：John Ørsted，1938年10月8日—），丹麦前男子赛艇运动员。他曾代表丹麦参加1964年夏季奥林匹克运动会赛艇比赛，获得男子四人单桨无舵手金牌。